# اووی (بازیکن فوتبال)
اووی (انگلیسی: Evuy؛ زادهٔ ۱۱ مارس ۱۹۸۵) بازیکن فوتبال اهل اسپانیا است.
از باشگاه‌هایی که در آن بازی کرده‌است می‌توان به باشگاه فوتبال تالینا کالو، باشگاه فوتبال آلکورکون، و باشگاه فوتبال رئال مورسیا اشاره کرد.
وی همچنین در تیم ملی فوتبال گینه استوایی بازی کرده‌است.